# Ercolania zanzibarica
Ercolania zanzibarica is een slakkensoort uit de familie van de Limapontiidae. De wetenschappelijke naam van de soort is voor het eerst geldig gepubliceerd in 1903 door Eliot.